# Coburger Fuchsschaf
Das Coburger Fuchsschaf (auch Coburger Fuchs) ist eine Rasse des Hausschafs (Ovis gmelini aries). Es ist eine anspruchslose und widerstandsfähige alte Landschafrasse, die früher besonders in kargen Mittelgebirgslandschaften weit verbreitet war.

## Beschreibung
Eine Besonderheit des Coburger Fuchsschafes ist seine Farbe. Bei der Geburt haben die Lämmer eine goldgelbe bis rotbraune Farbe; die Farbe der Wolle hellt im Laufe der Zeit auf, hat aber auch bei erwachsenen Tieren im Allgemeinen noch einen leicht rötlichen Schimmer; am Kopf und an den Beinen verbleibt die ursprüngliche rotbraune Färbung. Viele Tiere haben außerdem einen Aalstrich. Als Zuchtziel wird ein mittelgroßes Schaf mit einem schmalen, hornlosen Kopf und leicht hängenden Ohren gewünscht. Seit 1966 ist die Rasse als Landschafrasse vom DLG anerkannt.
Wegen der geringen Bestandsgröße wird die Haltung von Coburger Fuchsschafen in Bayern, Hessen und Niedersachsen finanziell unterstützt. Einige Zoos haben sich gleichfalls der Erhaltungszucht dieser alten Rasse angenommen.
Es gibt nur wenige tausend Tiere, entsprechend gering ist die Wollproduktion. Davon sind nur zirka 3.000 kg jährlich für die Teppichproduktion geeignet. Es gibt wenige Anbieter, die Teppiche aus dieser Wolle vertreiben (darunter: Grüne Erde, Finkhof). Die Erzeugergenossenschaft „Das Goldene Vlies eG“ lässt die Wolle dieser Rasse zu über 50 verschiedenen Produkten verarbeiten, darunter Einlegesohlen, Strümpfe, verschiedene Oberbekleidung, Pullover und Mütze.
Der Landkreis Cochem-Zell setzt 2019 eine Herde von 250 Coburger Fuchsschafen ein, schwer zugängliches Gelände wie auch verbuschte und unbewirtschaftete Flächen sauber zu halten. Rund 120 Hektar Land zwischen Eifel und Hunsrück sind für das Projekt ausgewählt.

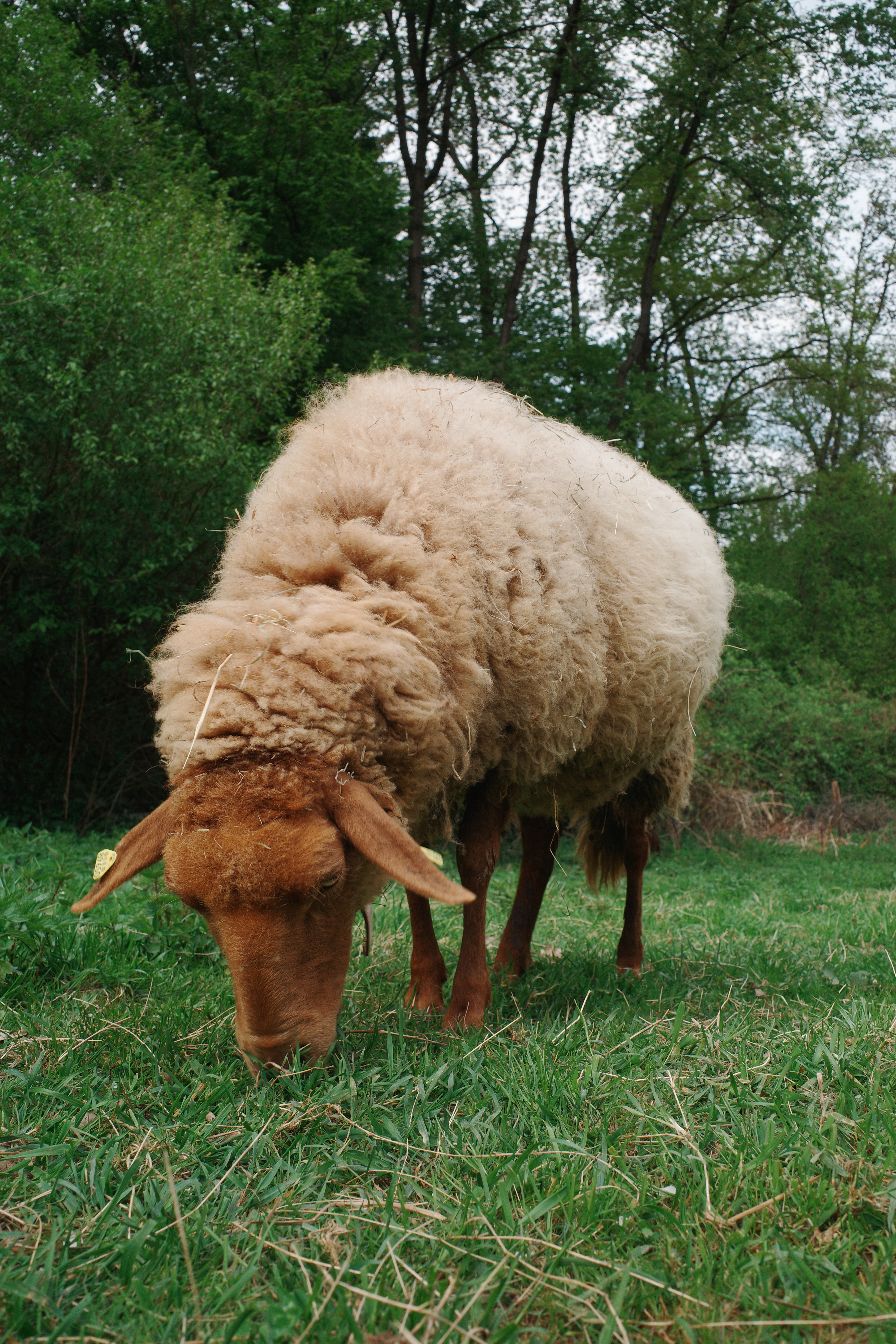
Mutterschaf, grasend
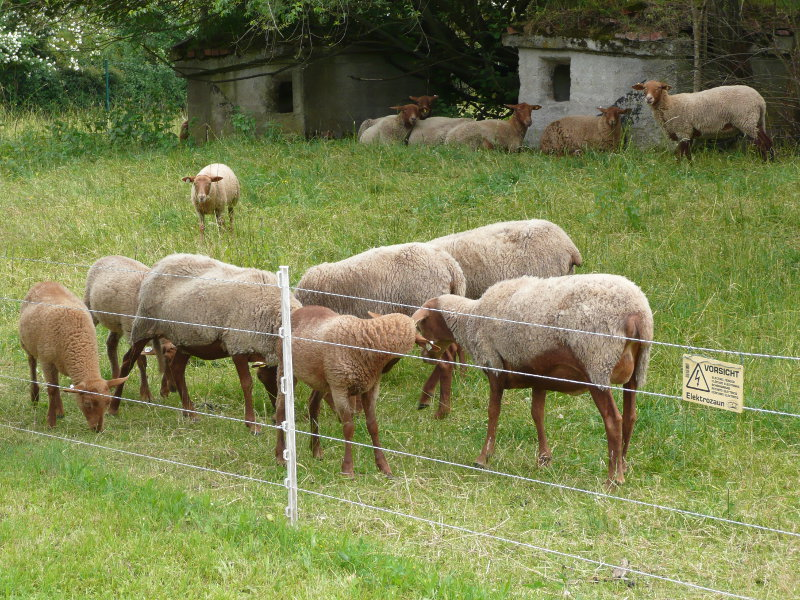
Kleine Herde im ÖBG Bayreuth
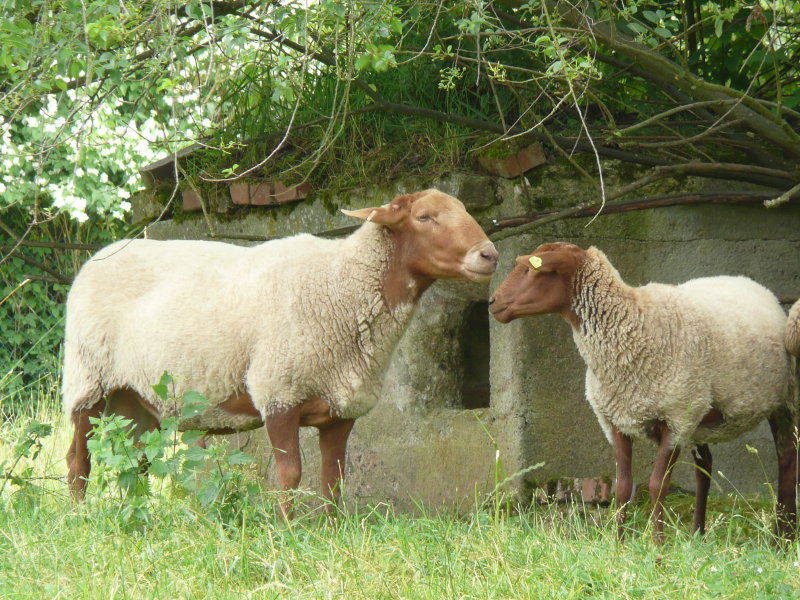
Hammel und Schaf im ÖBG Bayreuth
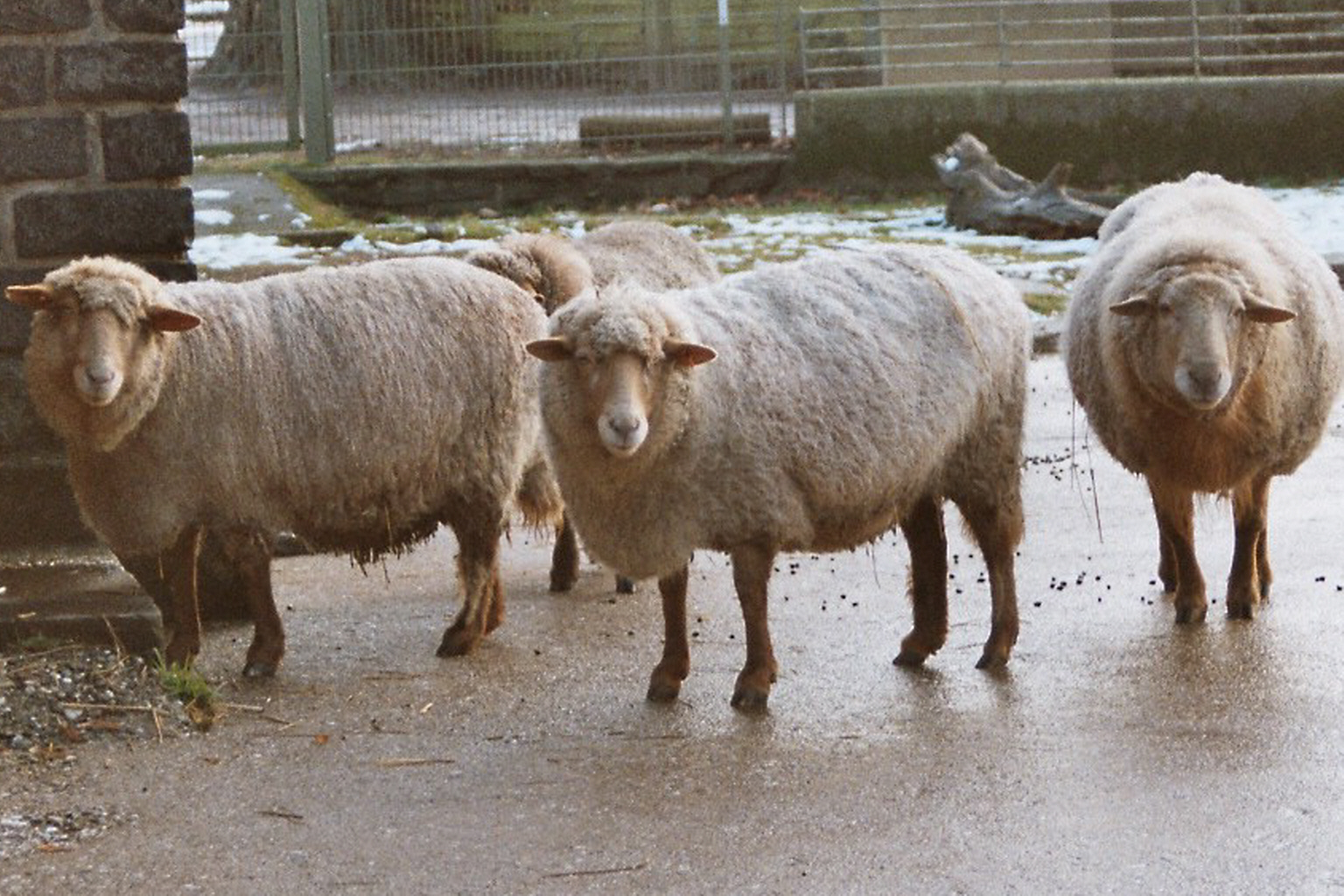
Coburger Fuchsschafe im Kölner Zoo
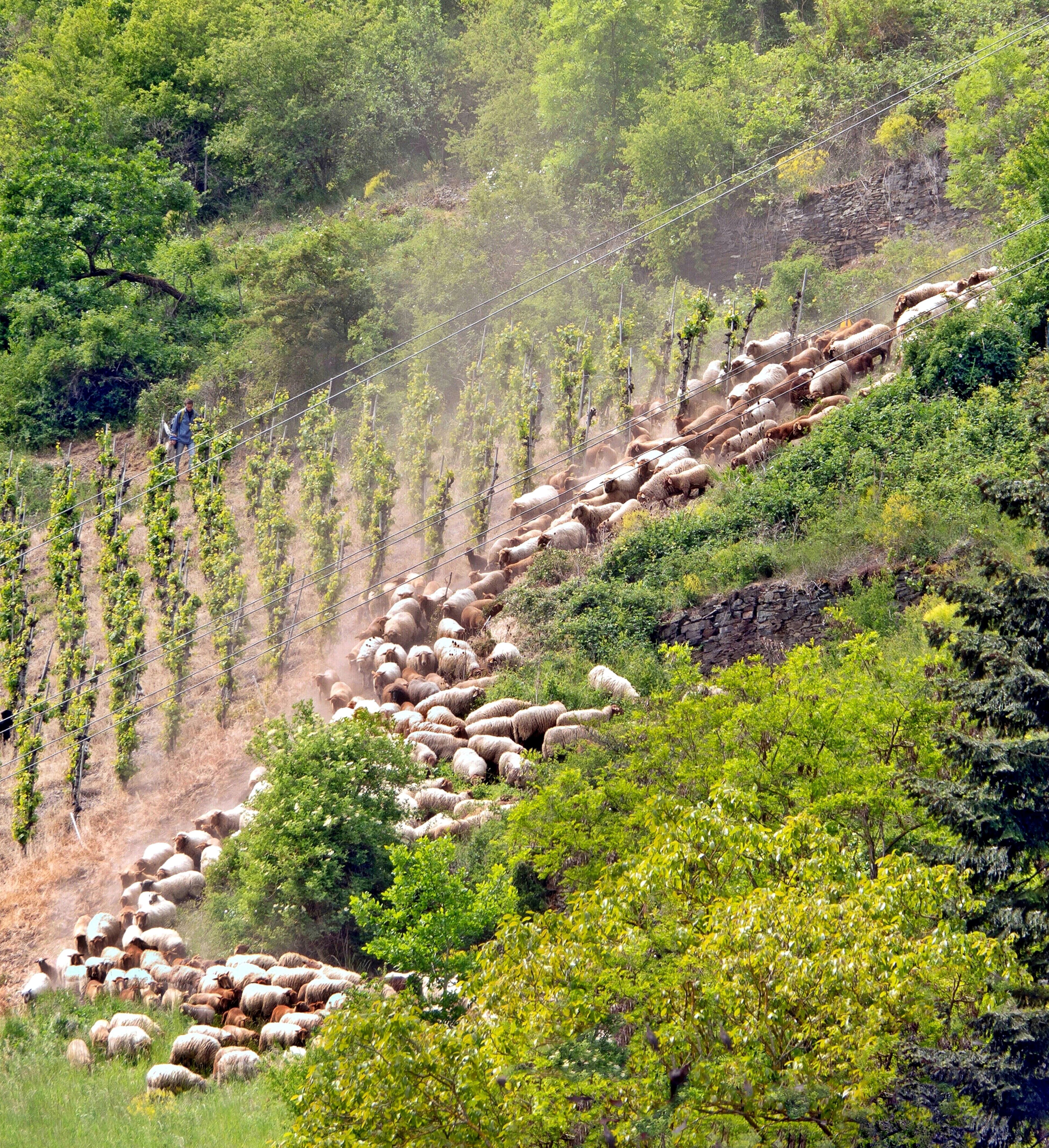
Coburger Fuchsschafe in den steilen Hängen an der Mosel
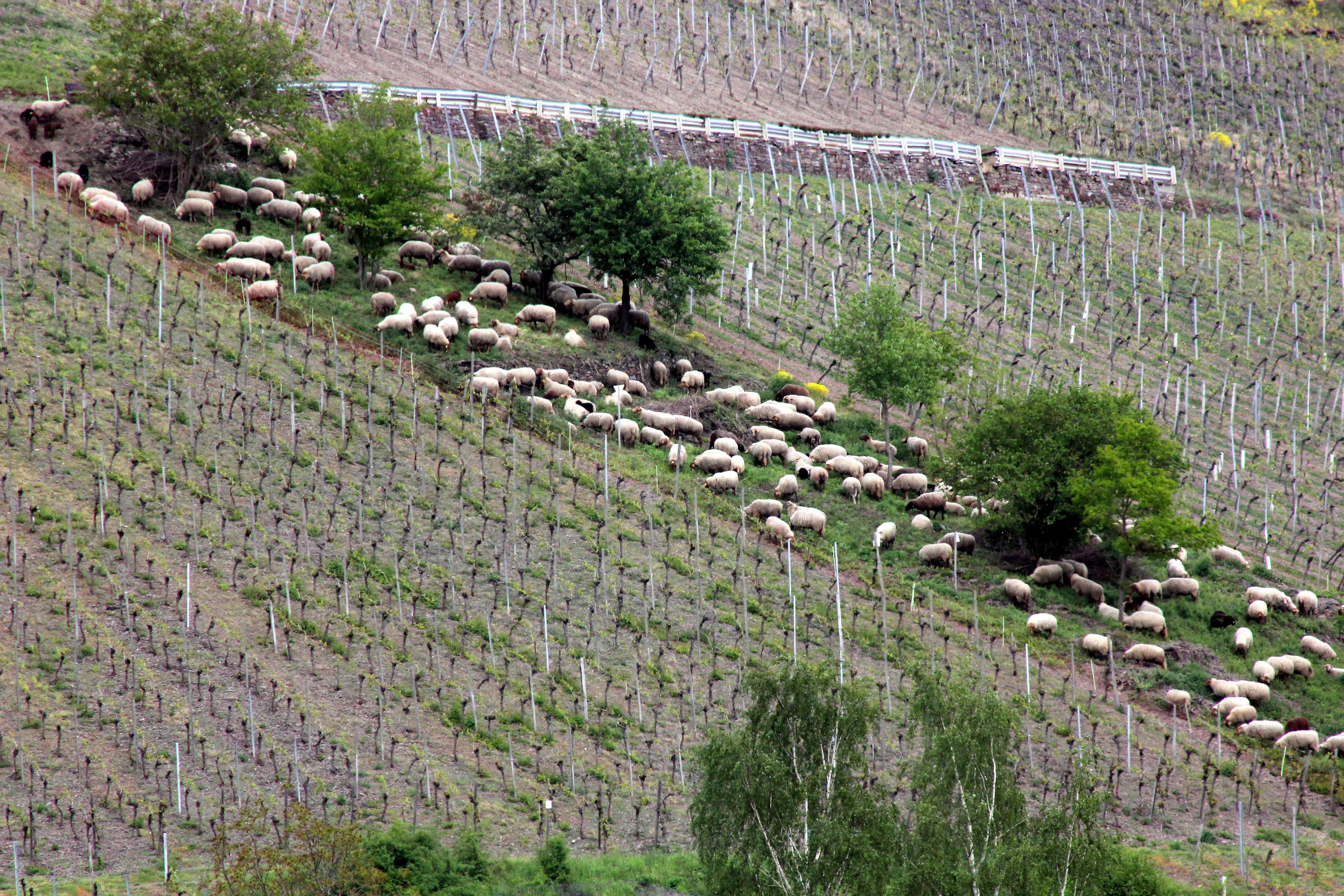
Coburger Fuchsschafe auf einer Brache zwischen Weinbergen

## Gefährdung
Die Gesellschaft zur Erhaltung alter und gefährdeter Haustierrassen (GEH) hat diese Rasse in die Kategorie Vorwarnstufe der Roten Liste (Stand 2022) eingestuft. Sie hat auch einen Betreuer dieser Rasse berufen.